# Baccaurea macrocarpa
Baccaurea macrocarpa là một loài thực vật có hoa trong họ Diệp hạ châu. Loài này được (Miq.) Johannes Müller Argoviensis mô tả khoa học đầu tiên năm 1866.

## Hình ảnh

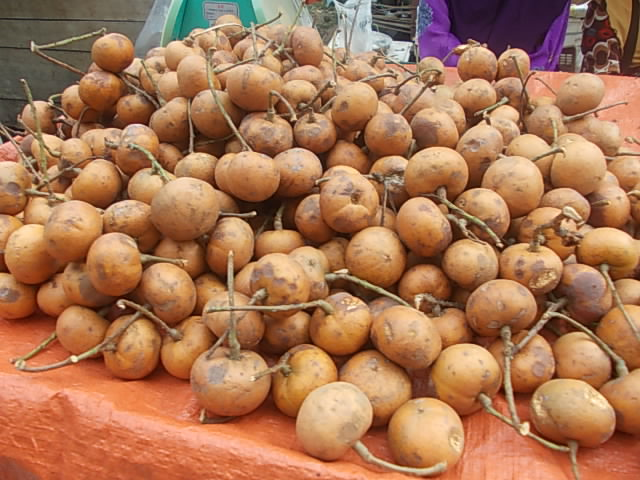
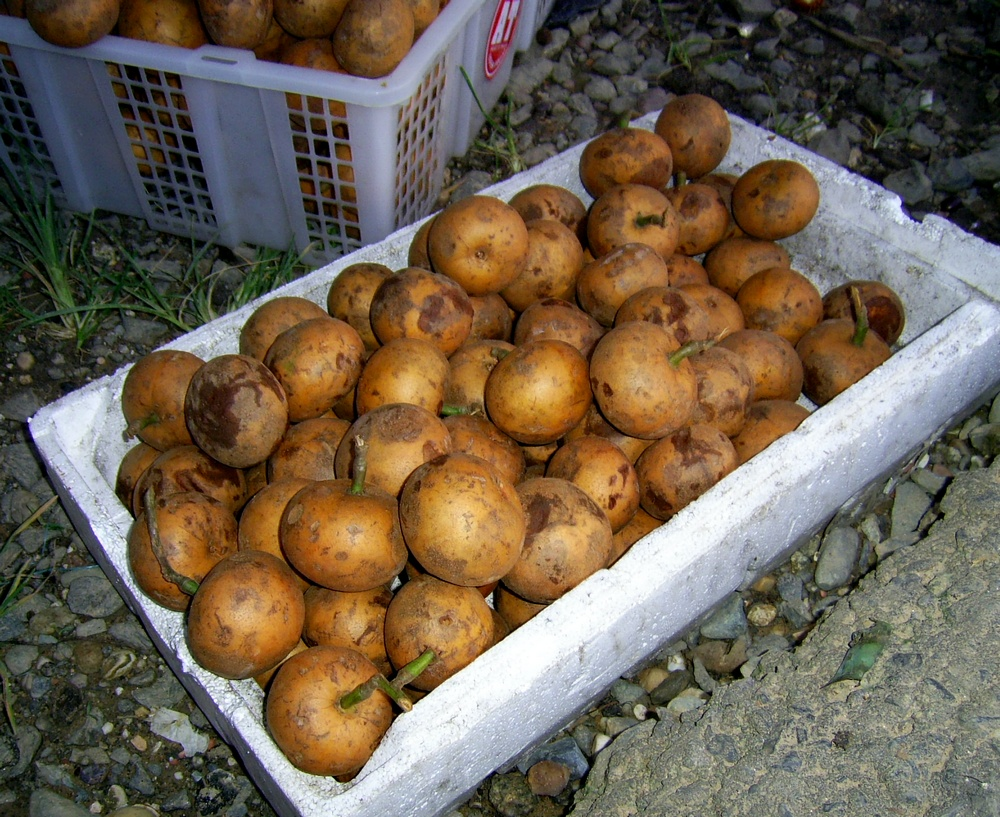
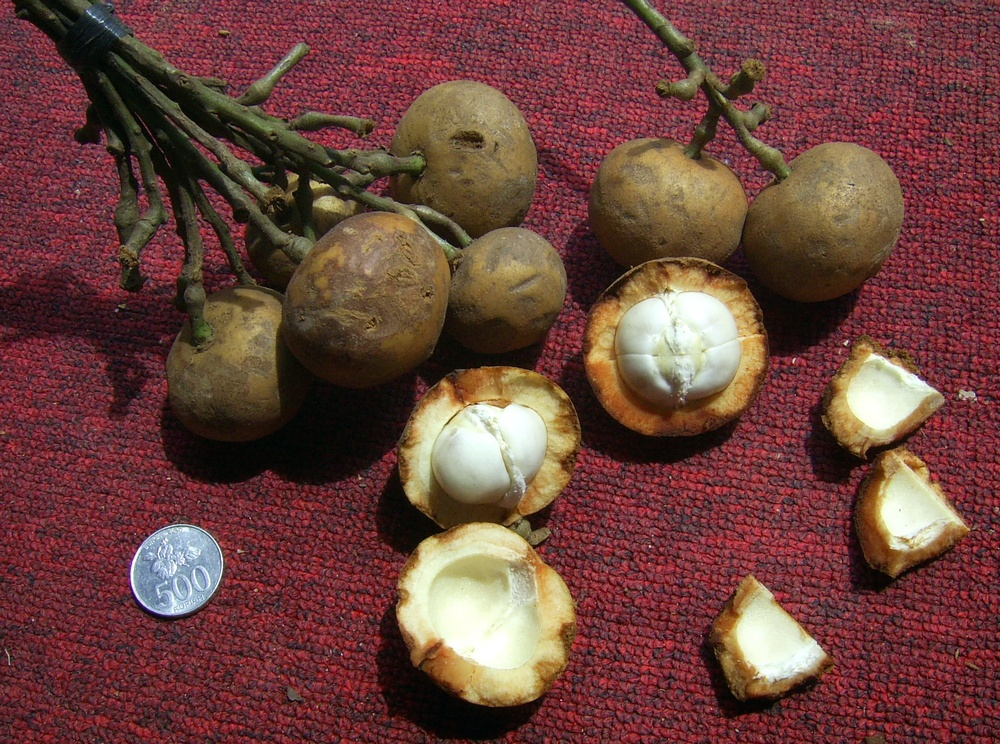